# Baile de regazo

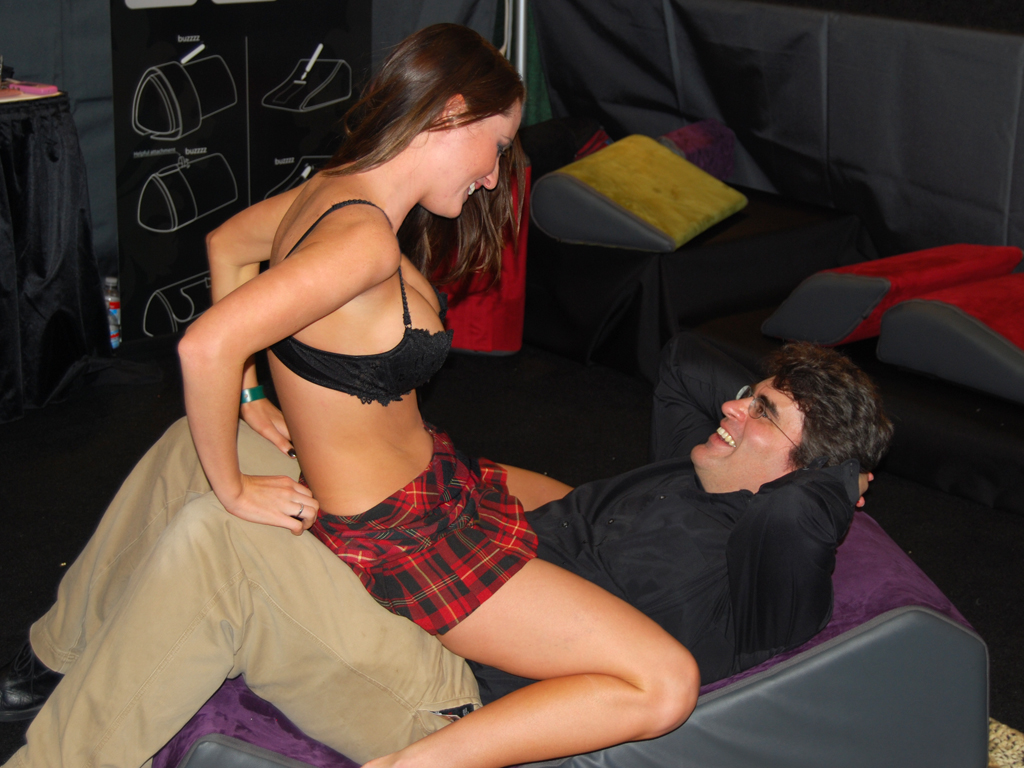
Bailarina de lap dance durante una demostración.

El baile de regazo (lap dance en inglés) es un baile de tipo sensual que ha alcanzado popularidad desde 2013 en los clubes o salas eróticas de Europa y Estados Unidos, donde la bailarina baila muy sensualmente en el regazo de su compañero, imitando por medio de sus movimientos el encuentro sexual. Es un estilo en aumento.

## Descripción
En esta danza la bailarina se mueve sensualmente al ritmo de la música directamente sobre el regazo de los espectadores. Este baile nació en los clubes de alterne de Las Vegas. Un estudio realizado en esta ciudad indicaba que eran unas 150.000 bailarinas las que bailaban ante cerca de un millón de espectadores al año.
En algunos lugares existe la variante de este mismo baile, pero es conocido como privado ya que dicha sesión se realiza en una sala privada donde la bailarina realiza el baile de regazo con una pista musical, dicha sesión tiene la duración de la pista escogida por el cliente e incluso puede llegar a incluir sexo oral, anal o vaginal, dependiendo del establecimiento y la bailarina, llegando en este punto a considerarse que el privado puede llegar a ser una especie de prostitución disimulada.
El baile de regazo está muy ligado al estriptis, ya que la bailarina, además de bailar, va despojándose de la ropa hasta quedarse en muchas ocasiones completamente desnuda. También se combina con el baile de pasarela conocido como pole dance, donde la bailarina danza en torno a una barra metálica.

## En la cultura popular
A la popularidad de este baile contribuyeron las películas Exótica, del canadiense Atom Egoyan, y Showgirls, de Paul Verhoeven.